# Gabriela Rzechowska-Klauza
Gabriela Rzechowska-Klauza – polska instrumentalistka, dr hab., profesor Instytutu Muzyki Wydziału Artystycznego Uniwersytetu Marii Curie-Skłodowskiej.

## Życiorys
Obroniła pracę doktorską, następnie uzyskała stopień doktora habilitowanego. 2 grudnia 2002 nadano jej tytuł profesora w zakresie  sztuk muzycznych. Była zatrudniona na stanowisku profesora w Instytucie Muzyki na Wydziale Artystycznym Uniwersytetu Marii Curie-Skłodowskiej.